# Пармелиевые
Парме́лиевые (лат. Parmeliaceae) — семейство лишайников порядка Леканоровые (Lecanorales).

## Описание
Слоевище листоватое, с приподнимающимися или приросшими к субстрату лопастями, реже кустистое, прямостоячее или свисающее, с развитыми верхним и нижним коровыми слоями. Сердцевина белая, у некоторых видов окрашена в желтоватые или красноватые тона.
Апотеции на ножках или непосредственно на поверхности слоевищ, у некоторых видов имеются только на концах лопастей. Пикнидии образуются на поверхности слоевищ или по краям лопастей у многих видов.
Сумки булавовидной или цилиндрической формы, обычно восьмиспоровые. Споры обычно одноклеточные, гиалиновые или буроватые, эллиптической, округлой или удлинённой формы, тонкостенные.

### Химический состав
Содержатся лишайниковые вещества в виде депсидов и депсидонов β-орсинольного типа, жирные кислоты и усниновую кислоту.

## Среда обитания и распространение
Представители семейства известны в обоих полушариях, но центр их разнообразия находится в умеренной и субтропической зонах Южного полушария.
В России виды семейства широко распространены во всех регионах, где встречаются в самых разных местообитаниях.

## Синонимы
- Alectoriaceae (Hue) Tomas., 1949
- Anziaceae M. Satô, 1939
- Cetrariaceae Schaer., 1850
- Corniculariaceae Schaer., 1850, nom. inval.
- Dactylinaceae M. Choisy, 1951, nom. inval.
- Everniaceae (Hue) Tomas., 1897, nom. inval.
- Hypogymniaceae Poelt ex Elix, 1980
- Usneaceae Fée ex Zenker, 1827

## Классификация
Согласно базе данных Catalogue of Life на июль 2025 года семейство включает следующие роды:
- Alectoria Ach., 1810 — Алектория
- Allantoparmelia (Vain.) Essl., 1978 — Аллантопармелия
- Allocetraria Kurok. et M.J. Lai, 1991 — Аллоцетрария
- Anzia Stizenb., 1861 — Анция
- Arctocetraria Kärnefelt et A. Thell, 1993 — Арктоцетрария
- Arctoparmelia Hale, 1986 — Арктопармелия
- Asahinea W.L. Culb. et C.F. Culb., 1965 — Асахинея
- Austromelanelixia (Essl.) Divakar, A. Crespo et Lumbsch, 2017
- Austroparmelina A. Crespo, Divakar et Elix, 2009
- Brodoa Goward, 1987 — Бродоа
- Bryocaulon Kärnefelt, 1986 — Бриокаулон
- Bryoria Brodo et D. Hawksw., 1977 — Бриория
- Bulborrhizina Kurok., 1994
- Bulbothrix Hale, 1974
- Canoparmelia Elix et Hale, 1986
- Cetraria Ach., 1803 — Цетрария
- Cetrariella Kärnefelt et A. Thell, 1993 — Цетрариелла
- Cetrariopsis Kurok., 1980
- Cetrelia W.L. Culb. et C.F. Culb., 1968
- Cetreliopsis M.J. Lai, 1980 — Цетрелиопсис
- Coelopogon Brusse et Kärnefelt, 1991
- Cornicularia (Schreb.) Hoffm., 1792 — Корникулярия
- Crespoa (D. Hawksw.) Lendemer et B.P. Hodk., 2013
- Dactylina Nyl., 1860 — Дактилина
- Davidgallowaya Aptroot, 2007
- Dolichousnea (Y. Ohmura) Articus, 2004 — Долихоуснея
- Emodomelanelia Divakar et A. Crespo, 2010
- Esslingeriana Hale et M.J. Lai, 1980
- Eumitria Stirt., 1881
- Evernia Ach., 1810 — Эверния
- Everniopsis Nyl., 1860
- Flavocetrariella D.D. Awasthi, 2007
- Flavoparmelia Hale, 1986 — Флавопармелия
- Flavopunctelia (Krog) Hale, 1984 — Флавопунктелия
- Gowardia Halonen, Myllys, Vermala et Hyvärinen, 2009
- Himantormia I.M. Lamb, 1964
- Hypogymnia (Nyl.) Nyl., 1896 — Гипогимния
- Hypotrachyna (Vain.) Hale, 1974 — Гипотрахина
- Imshaugia S.L.F. Mey., 1985 — Ишмаугия
- Letharia (Th. Fr.) Zahlbr., 1892 — Летария
- Lethariella (Motyka) Krog, 1976 — Летариелла
- Maronina Hafellner et R.W. Rogers, 1990
- Melanelia Essl., 1978 — Меланелия
- Melanelixia O. Blanco, A. Crespo, Divakar, Essl., D. Hawksw. et Lumbsch, 2004 — Меланеликсия
- Melanohalea O. Blanco, A. Crespo, Divakar, Essl., D. Hawksw. et Lumbsch, 2004 — Меланохалеа
- Menegazzia A. Massal., 1854 — Менегацция
- Montanelia Divakar, A. Crespo, Wedin et Essl., 2012 — Монтанелия
- Myelochroa (Asahina) Elix et Hale, 1987 — Миелохроа
- Neoprotoparmelia Gar. Singh, Lumbsch et I. Schmitt, 2018
- Nephromopsis Müll. Arg., 1891 — Нефромопсис
- Nesolechia A. Massal., 1855
- Nipponoparmelia Kurok., K.H. Moon, Y. Ohmura et Kashiw., 2010
- Nodobryoria Common et Brodo, 1995
- Omphalora T.H. Nash et Hafellner, 1990
- Oropogon Th. Fr., 1861 — Оропогон
- Pannoparmelia (Müll. Arg.) Darb., 1912
- Paraparmelia Elix et J. Johnst., 1986
- Parmelia Ach., 1803 — Пармелия
- Parmelina Hale, 1974 — Пармелина
- Parmelinella Elix et Hale, 1987
- Parmelinopsis Elix et Hale, 1987
- Parmeliopsis (Nyl. ex Stizenb.) Nyl., 1866 — Пармелиопсис
- Parmotrema A. Massal., 1860 — Пармотрема
- Parmotremopsis Elix et Hale, 1987
- Phacopsis Tul., 1852 — Факопсис
- Platismatia W.L. Culb. et C.F. Culb., 1968 — Платисматия
- Pleurosticta Petr., 1931 — Плевростикта
- Protoparmelia M. Choisy, 1929 — Протопармелия
- Protousnea (Motyka) Krog, 1976 — Протоуснея
- Pseudephebe M. Choisy, 1930 — Псевдефеба
- Pseudevernia Zopf, 1903 — Псевдеверния
- Pseudoparmelia Lynge, 1914
- Psiloparmelia Hale, 1989
- Punctelia Krog, 1982 — Пунктелия
- Relicina (Hale et Kurok.) Hale, 1974
- Remototrachyna Divakar et A. Crespo, 2010
- Rimelia Hale et A. Fletcher, 1990
- Sulcaria Bystrek, 1971
- Tuckermanopsis Gyeln., 1933 — Тукерманопсис
- Tuckneraria Randlane et A. Thell, 1994
- Usnea Dill. ex Adans., 1763 — Уснея
- Usnocetraria M.J. Lai et J.C. Wei, 2007
- Vulpicida J.-E. Mattsson et M.J. Lai, 1993 — Вульпицида
- Xanthomaculina Hale, 1985
- Xanthoparmelia (Vain.) Hale, 1974 — Ксантопармелия